# プレドスラヴァ・スヴャトポルコヴナ
プレドスラヴァ・スヴャトポルコヴナ（ロシア語: Предслава Святополковна、ハンガリー語: Predszláva、11世紀末 - 12世紀前半）は、リューリク朝の公女である。ハンガリー王子アールモシュ(en)の妻、ハンガリー王ベーラ2世の母。

## 生涯
プレドスラヴァはキエフ大公スヴャトポルクと、その最初の妻（おそらくボヘミア（チェコ）公スピチフニェフ2世(en)の娘）との間に生まれた。父スヴャトポルクは1094年に二度目の結婚をしたことが知られているため、プレドスラヴァの誕生年はこれより前の年ということになる。
1104年8月21日、ハンガリー王子であるニトラ公(en)アールモシュ（ハンガリー王カールマーンの弟）と結婚した。アールモシュはハンガリー王位並びにクロアチア王位(en)を請求し、兄カールマーンと対立関係にあった。すなわち、プレドスラヴァとの結婚は、キエフ・ルーシからの援助を取り付けようとするアールモシュの意図によるものであった。
1108年、アールモシュの所領はカールマーンに占領され、アールモシュはドイツへと逃亡するが、この時のプレドスラヴァの動向は不明である。しかしプレドスラヴァの子の誕生年からみて、プレドスラヴァは存命であったと判断される。一方、アールモシュは1128年にビザンツ帝国で死亡するが、この時にプレドスラヴァに関して言及した史料は世に知られていない。

## 子
夫アールモシュとの間に以下の子がいる。
- アドレータ(en) - ボヘミア（チェコ）公ソビェスラヴ1世(en)の妻（1123年頃結婚）
- ヘドヴィカ（ジョフィエŽofieとも） - オーストリア辺境伯レオポルト3世の子・アーダルベルト（チェコ語ではヴォイチェク(cs)）の妻（1132年結婚）
- ベーラ - ハンガリー王（ベーラ2世）並びにクロアチア王

:（本節のラテン文字表記はチェコ語表記を用いている）